# Кривлянский замок
Кривлянский замок — бывший замок около с. Кривляны (Жабинковский район), который существовал в XVII — начале XVIII в. Построен в заболоченной местности. Принадлежал князьям Чарторыйским.

## Архитектура
Имел близкий к прямоугольнику план (площадь около 11 га), был укреплен земляным валом (ширина 7-8 м, высота около 4 м), бастионами, рвом (ширина 13-15, глубина до 4 м). С северо-западной стороны был окружен дополнительным водяным рвом. Въезд в замок располагался с юго-востока. В юго-западной части на возвышении стояла деревянная башня, около которой был пруд, обнесенный высоким земляным валом и соединенный с речкой. В комплекс входили также деревянный дворец, жилые и хозяйственные постройки.